# 피터 햄블턴
피터 햄블턴(Peter Hambleton, 1960년 ~ )은 뉴질랜드의 배우이다.